# Henry Hall Dixon
Henry Hall Dixon (Warwick Bridge, Cumbria, 16 de mayo de 1822-Kensington, 16 de marzo de 1870) fue un escritor deportivo y novelista inglés. Utilizó los seudónimos «The Druid» y «General Chasse».

## Biografía
Nació el 16 de mayo de 1822 en Warwick Bridge, Cumbria. Fue educado en la Rugby School y la Trinity College en Cambrige, donde se graduó en 1846. Dixon tomó la carrera de derecho, y aunque fue admitido en el Colegio de abogados, al poco tiempo regresó al periodismo deportivo, en el que se hizo famoso, y comenzó a escribir con frecuencia para la revista Sporting, publicación en la que aparecieron tres de sus novelas, Post and Paddock (1856), Silk and Scarlet (1859) y Scott and Sebright (1862).
También publicó un compendio legal titulado The Law of the Farm (1858), compuesto por varias ediciones. Sus otros trabajos más importantes fueron Field and Fern (1865), que da cuenta de las bandadas y rebaños de Escocia, y Saddle and Sirloin (1870), que trata sobre el mismo tema en Inglaterra. Falleció el 16 de marzo de 1870 en Kensington.
En 1895, el periodista Francis Charles Lawley publicó una biografía sobre Henry Hall Dixon, titulada Life and Times of «The Druid» (Henry Hall Dixon).

## Obras
- The Post and the Paddock; with Recollections of George IV., Sam Chifney, and Other Turf Celebrities (1856)
- The Law of the Farm; with a Digest of Cases, and Including the Agricultural Customs of England and Wales (1858)
- Silk and Scarlet (1859)
- Cambridge Wranglers (en Once a Week, volumen 4, 1861)
- Scott and Sebright (1862)
- Field and Fern; or, Scottish Flocks and Herds (1865)
- Saddle and Sirloin; or, English Farm and Sporting Worthies (1870)